# Ivan Vasilyevich Pankov
Ivan Vasilyevich Pankov en ruso Ива́н Васи́льевич Панько́в (14 de noviembre de 1904, Alto Sancheleevo, Provincia de Samara- 6 de febrero de 1938, Distrito de Kandalaksha, RSS de Carelia Autónoma) fue un globo soviético, comandante de varios dirigibles soviéticos, el primer comandante del dirigible soviético B-6 más grande, que estableció un récord mundial por la duración de la estancia aérea en el aire. Murió en un desastre de dirigible durante una expedición para salvar a los papaninitas.

## Biografía
Nacido en una familia campesina mordovia pobre. El padre Vasily Sergeyevich, madre - Matryona Efimovna Pankina (Pankovs), Iván era el mayor de los cuatro hijos de los cónyuges.
En 1916, se graduó en una escuela rural y se dedicó al trabajo campesino. En 1921-1922, trabajó en el puesto de control de aislamiento como enfermero.
En 1922, se trasladó a la provincia de Ivanovo-Voznesensky, donde consiguió un trabajo en la fábrica de tejidos de la aldea de Yakovlevskoye como manitas y lubricante. Se unió al Komsomol, en octubre de 1925 se convirtió en candidato a la membresía del PCUS(b), y en agosto de 1926 se convirtió en miembro del PCUS(b).
En 1926-1929, estudió en el Rabfak en el Instituto Politécnico de Ivanovo-Voznesensk, después de lo cual ingresó en la Facultad de Aeromecánica en la Escuela Técnica Superior de Moscú. Se graduó del curso teórico en 1934.

### Dirigibles
En 1930, Ivan Pankov participó en la construcción del dirigible Komsomolskaya Pravda. Desde marzo de 1932, ha trabajado en el dirigible. Lo hizo primero como comandante asistente, y en noviembre de 1932 se convirtió en comandante del dirigible B-1. En 1933, el dirigible "USSR B-1" bajo el mando de Pankov participó en maniobras en el Mar Negro, practicando la interacción con marineros militares, incluido el aterrizaje. Luego hizo un vuelo Sebastopol a Moscú en este pequeño dirigible de entrenamiento.
En 1934, como comandante asistente de la primera tripulación del dirigible B-2, se convirtió en miembro del dirigible para rescatar al pueblo de Cheliábinsk, pero los pilotos estaban por delante de los globos y tomaron a los residentes de Cheliábinsk en avión.
La publicación del periódico Pravda indica que Pankov también era el comandante del dirigible B-7, pero este avión nunca salió al aire y se incendió antes del primer vuelo.